# Seznam epizod serije Bojna ladja Galaktika (2004)
Battlestar Galactica je ameriška vojaška znanstvenofantastična televizijska serija in del franšize Battlestar Galactica. Serijo je razvil Ronald D. Moore kot novo različico televizijske serije Battlestar Galactica iz leta 1978, ki jo je ustvaril Glen A. Larson. Serija je bila prvič predvajana kot triurna miniserija (ki je obsegala štiri ure predvajanja) decembra 2003 na kanalu Sci-Fi Channel. Televizijska serija je v Združenem kraljestvu debitirala na Sky1 18. oktobra 2004, v Združenih državah Amerike pa na Sci-Fi Channelu 14. januarja 2005.
Zgodba serije Battlestar Galactica se dogaja v oddaljenem zvezdnem sistemu, kjer človeška civilizacija živi na seriji planetov, znanih kot Dvanajst kolonij Kobola. V preteklosti so bile kolonije v vojni s kibernetično raso, ki so jo ustvarile same, znano kot Cyloni. S sebično in podkupljivo pomočjo človeka po imenu Gaius Baltar Cyloni, nekateri zdaj v človeški obliki, sprožijo nenaden prikrit napad na kolonije, uničijo planete in njihovo prebivalstvo. Od več milijard prebivalcev preživi le približno 50.000 ljudi, večina jih je bila na civilnih vesoljskih ladjah, ki so se izognile uničenju. Od vse kolonialne flote je istoimenska bojna ladja Galactica edina vojaška ladja, ki je preživela napad. Pod vodstvom častnika kolonialne flote Williama Adame in predsednice Laure Roslin se Galactica in njena posadka lotita vodenja majhne flote preživelih v vesolje v iskanju legendarnega zatočišča, znanega kot Zemlja.
- Sezona 1

Piloti
- - POSEBNO 0x1 Battlestar Galactica: Miniserija (1)

8. december 2003 SYFY

Štirideset let po koncu vojne s Ciloni, umetno ustvarjeni Ciloni napovejo vojno človeštvu z napadom in uničenjem dvanajstih kolonij. Vojska se sesuje, potem ko se njihove na novo posodobljene ladje ustavijo pred novim neznanim cilonskim orožjem. Osamljena bojna zvezda, Galactica, ki naj bi bila razgrajena in preurejena v muzej, se izkaže za edino, kar stoji med Ciloni in popolnim uničenjem človeške rase.
- - POSEBNO 0x2 Battlestar Galactica: Miniserija (2)

10. december 2003 SYFY

Bežeč pred cilonsko tiranijo, zadnja bojna zvezda, Galactica, vodi raztrgano begunsko floto na osamljeni poti... sijoči planet, znan kot... Zemlja.

Intervjuji z igralci
- - POSEBNO 0x8 The Lowdown

26. november 2003 SYFY

Battlestar Galactica: The Lowdown je bil poseben dokumentarni/promocijski program, ki je razpravljal o izvoru miniserije Battlestar Galactica, ki je bila predvajana na kanalu Sci Fi 26. novembra 2003.
- - S01E01 33

14. januar 2005 SYFY

Po cilonskem zahrbtnem napadu je raztrgana flota človeških preživelih prisiljena igrati smrtonosno igro mačke z mišjo s svojimi zasledovalci. Vsakih 33 minut se premaknejo na novo lokacijo. In vsakih 33 minut jih Ciloni uspejo najti. Piloti so na robu izčrpanosti, zanašajo se na umetne stimulanse, da bi nadaljevali boj, civilisti pa začenjajo dvomiti v vodstvo poveljnika Adame in predsednice Roslin.
- - S01E02 Voda

14. januar 2005 SYFY

Por. Sharon Valerii se zbudi premočena v orodjarni z eksplozivno napravo v svoji torbi. Kmalu zatem skrivnostna eksplozija uniči vse vodne rezervoarje na levi strani Galactice, kar povzroči krizo za celotno floto. Sharon se ničesar ne spomni, vendar vsi dokazi kažejo nanjo kot na saboterko. Svojo zaskrbljenost prizna načelniku Tyrolu, vendar on ne more verjeti, da je odgovorna.
- - S01E03 Dan Bastilje

28. januar 2005 SYFY

Flota je našla vir vode, toda kdo bo prevzel težko in nevarno nalogo rudarjenja z ledenega planeta? Poveljnik Adama in predsednica Roslin pošljeta Leeja na Astral Queen, ladjo za prevoz zapornikov, s ponudbo za njene zapornike: Prostovoljno se javite za to misijo in si prislužite "točke svobode".
- - S01E04 Dejanje kesanja

28. januar 2005 SYFY

Po nesreči na letalski palubi, v kateri umre 13 pilotov in je ranjenih veliko drugih, je Kara postavljena v službo inštruktorice letenja in ji je ukazano, naj skupino civilnih pilotov in tistih, ki so izpadli iz akademije, spremeni v polnopravne pilote Viper.
- - S01E05 Ne moreš se vrniti domov

4. februar 2005 SYFY

Ko por. Kara Thrace izgine med akcijo po srečanju s cilonsko patruljo med vadbeno misijo, se poveljnik Adama počuti odgovornega — še posebej glede na njeno nedavno priznanje, da krivi sebe za smrt njegovega sina Zaka.
- - S01E06 Lakmus

11. februar 2005 SYFY

Ko se nova kopija Dorala, Cilona, ki je bil prej razkrit med služenjem kot uradnik za odnose z javnostmi Galactice, prikrade na krov in se razstreli, pri čemer ubije tri ljudi, morata poveljnik Adama in predsednica Roslin končno javno objaviti grozljivo skrivnost, ki jo pozna le peščica izbranih: Ciloni zdaj izgledajo kot ljudje.
- - S01E07 Šest stopinj ločitve

18. februar 2005 SYFY

Ko se Baltar in Šestica, ki živi v njegovi glavi, spreta, ga ona zapusti, le da se kmalu zatem pojavi na krovu Galactice. Toda zdaj se imenuje Shelley Godfrey, vsi jo vidijo in jim govori, da ima dokaze, ki jih je posredoval pokojni dr. Amarak, ki bodo dokazali, da je Baltar izdal človeško raso Cilonom.
- - S01E08 Meso in kost

25. februar 2005 SYFY

Cilon, ki se imenuje Leoben, je odkrit na eni od ladij v floti. Poveljnik Adama pošlje Karo, da ga zasliši – ali bolje rečeno, to. Sajlon Kari pove, da je na eno od ladij namestil jedrsko napravo. Čeprav ne verjame, Kara posreduje opozorilo.**S01E09 Tigh Me Up, Tigh Me Down

4. marec 2005 SYFY

Strahovi predsednice Roslin, da je poveljnik Adama Sajlon, se okrepijo, ko izve, da skrivaj brezžično kliče druge ladje. Nato, da bi bilo še huje, se v bližini Galactice pojavi en sam sajlonski raider in se po poškodbi v bitki začne čudno obnašati.
- - S01E10 The Hand of God

11. marec 2005 SYFY

Ko se zaloga goriva zmanjšuje, mora flota poiskati novo zalogo rude tilija ali tvegati, da postane lahka tarča za vsak sajlonski napad. Izvidniška patrulja najde asteroid, poln goriva, vendar obstaja težava – Sajloni so ga našli prvi in vzpostavili močno varovano rafinerijo.
- - S01E11 Colonial Day

18. marec 2005 SYFY

Ko predsednica Roslin skliče začasni kvorum dvanajstih kolonij, odkrije, da demokracija prinaša svoje grde polsestre – politiko in smrtonosne spletke – na zabavo. Tom Zarek, karizmatični obsojeni terorist, je izvoljen za delegata iz Sagittarona in takoj predlaga volitve za podpredsednika.
- - S01E12 Kobol's Last Gleaming (1)

25. marec 2005 SYFY

Med letenjem na oskrbovalni patrulji Crashdown in Sharon Valerii odkrijeta rodovitni planet, ki lahko podpira človeško življenje. Dejansko bi to lahko bil Kobol, legendarni "dom bogov". Odkritje spodbudi poveljnika Adamo, da pošlje zemeljsko ekipo na preiskavo; prav tako daje novo življenje prepričanju predsednice Roslin, da je orodje usode in da je to odkritje, tako kot njen hitro širijoči se rak, del starodavne prerokbe.
- - S01E13 Kobol's Last Gleaming (2)

1. april 2005 SYFY

Ko poveljnik Adama izve, da je Kara prekršila ukaze in skočila na Caprico po ukazu predsednice Roslin, zahteva predsedničin odstop z implicitno grožnjo vojaškega udara. Roslin zavrne njegovo zahtevo in sproži konfrontacijo.
- Sezona 2

- - S02E01 Scattered

15. julij 2005 SYFY

Ker je Adama izven akcije, polkovnik Tigh prevzame njegovo mesto poveljnika Galactice. Boomer je v zaporu, in mačka je iz vreče - ona je Sajlon.
- - S02E02 Valley of Darkness

22. julij 2005 SYFY

Tigh mora sodelovati z Leejem, da premaga sajlonsko vkrcavalno skupino, ki grozi, da bo prevzela Galactico in uničila floto.
- - S02E03 Fragged

29. julij 2005 SYFY

Demokracija se vrne v floto in kmalu z njo pridejo trda politika in potencialno smrtonosne spletke.
- - S02E04 Resistance

5. avgust 2005 SYFY

Tigh uvede vojno stanje in grozi, da bo razdelil floto, medtem ko Lee dela na osvoboditvi predsednice Roslin in organizaciji demokratičnega odpora.
- - S02E05 The Farm

12. avgust 2005 SYFY

Adama in Roslin se borita za srca in misli prebivalstva flote, medtem ko se Starbuck znajde ujeta v domnevni odporniški bolnišnici.
- - S02E06 Home (1)

19. avgust 2005 SYFY

Krhek koalicija predsednice Roslin je na preizkušnji v prvem delu dvodelne zgodbe. Apollo, ki se je postavil na stran Roslin, pride v konflikt z Zarekom in njegovim sostorilcem Meierjem.
- - S02E07 Home (2)

26. avgust 2005 SYFY

Adama se odpravi na Kobol, da bi našel Roslin, ponovno zbere floto in se sam odpravi na Kobol, da bi našel predsedniško stranko, ki išče "Athenin grob", ki naj bi vodil na Zemljo. Apollo se druži s Starbuck, Zarek poskuša preprečiti svojemu prijatelju, da bi spletkaril z Boomer, ki se ne zaveda napetosti, ki se stopnjuje med Helom in Tyrolom.
- - S02E08 Final Cut

9. september 2005 SYFY

Novinar je poslan na Galactico, da bi kronal kruto realnost življenja med vojno.
- - S02E09 Flight of the Phoenix

16. september,2005 SYFY

Sharon obvesti Adamo, da je Galactica okužena z računalniškim virusom, ki posega v osnovne funkcije ladje in jih skenira za slabosti. Vse to je priprava na velik napad Cylon Raiderjev. Ker čas teče, se mora Adama zbrati in se odločiti, ali ji lahko zaupa.
- - S02E10 Pegasus

23. september 2005 SYFY

Battlestar Galactica ni bila edina Battlestar, ki je preživela napad Cylonov, preživela je tudi Battlestar Pegasus.
- - S02E11 Resurrection Ship (1)

6. januar 2006 SYFY

Battlestarja Galactica in Pegasus se soočata z novo Cylonovo tarčo, ladjo "Vstajenje",medtem ko boj za oblast grozi, da bo povzročil vsesplošno vojno med človeško floto.
- - S02E12 Resurrection Ship (2)

13. januar 2006 SYFY

Boj med Adamom in Cain je začasno prekinjen, medtem ko se Battlestarja združita za napad na Cylonovo ladjo Vstajenje. Apollo se sooča z pomembno odločitvijo, Baltar pa se zanima za Gino, Cylonovo ujetnico.
- - S02E13 Epiphanies

20. januar 2006 SYFY

Ko se predsednica Roslin bliža smrti, je treba dr. Gaiusa Baltarja pripraviti na najslabši scenarij. Roslin naroči smrt Sharoninega nerojenega otroka. Sabotiran Viper vodi do preiskave, ki odkrije gibanje ljudi, ki si želijo miru s Cyloni.
- - S02E14 Black Market

27. januar 2006 SYFY

Po šokantnem umoru s strani črnosrajčnikov na Battlestar "Pegasus" je Lee zadolžen za rešitev zločina. Roslin si prizadeva izkoreniniti črni trg z uvedbo novih trgovinskih predpisov.
- - S02E15 Scar

3. februar 2006 SYFY

Pobezljani Cylon Raider napade kolonialno floto v seriji napadov "udari in zbeži". Preobremenjeni piloti Viperjev morajo braniti rudarsko operacijo pred tem Raiderjem, ki so ga poimenovali "Scar".
- - S02E16 Sacrifice

10. februar 2006 SYFY

Ženska vzame talce na Cloud Nine in zahteva, da Adama preda Sharon, da bi maščevala smrt svojega moža, ki so ga ubili Cyloni.
- - S02E17 The Captain's Hand

17. februar 2006 SYFY

Apollo pomaga pri iskanju pogrešane ekipe Raptor, medtem ko novi poveljnik Pegasusa postaja vse bolj nestabilen.
- - S02E18 Downloaded

24. februar 2006 SYFY

Ko je Boomerjeva zavest po njeni smrti prenesena v novo telo, se bori s svojim novim življenjem na Cylon-okupirani Caprici. Šestica je prosena, da pomaga Boomerjevi pri prilagajanju na njeno novo vlogo v Cylonovi družbi.
- - S02E19 Lay Down Your Burdens (1)

3. marec 2006 SYFY

Načelnika Tyrola mučijo grozljive sanje in poišče pomoč pri duhovniku. Kara vodi reševalno misijo na Caprico. Roslin in Baltar se soočita v predsedniški debati, ki se dramatično spremeni z odkritjem naseljivega planeta.
- - S02E20 Lay Down Your Burdens (2)

10. marec 2006 SYFY

Ko Baltar zmaga na volitvah, Roslin razmišlja o kraji volitev, ker verjame, da je Cylonov sodelavec.

Webisodes and Shorts

SPECIAL 0x23 The Resistance (1)

5. september 2006

Galen Tyrol in Saul Tigh poskušata rekrutirati nove vojake za odpor proti Cylonovim okupatorjem na Novi Caprici.

Webisodes and Shorts

SPECIAL 0x24 The Resistance (2)

7. september 2006

Tyrol in Jammer nista uspešna pri rekrutiranju Ducka v odpor. Tigh predlaga kontroverzno skrivališče za orožje.

Webisodes and Shorts

SPECIAL 0x25 The Resistance (3)

12. september 2006

Tigh in Tyrol skrivata orožje, medtem ko Duck razpravlja o veri s svojo ženo Noro.

Webisodes and Shorts

SPECIAL 0x26 The Resistance (4)

14. september 2006

Cally in Nora častita v templju in se pogovarjata o verskih prepričanjih Galena in Ducka. Cyloni napadejo.

Webisodes and Shorts

SPECIAL 0x27 The Resistance (5)

19. september 2006

Duck žaluje za Norino smrtjo.Vpraša Tyrol, ali je Odpor skril orožje v templju.

Spletne epizode in kratki filmi
- - POSEBNO 0x28 Odpor (6)

21. september 2006

Tigh in Barolay sta zadovoljna, da je zatiranje s strani Cylonov prineslo več kot 150 novih rekrutov v Odpor. Jammer je še vedno razburjen zaradi Norine smrti in Duckove žalosti.

Spletne epizode in kratki filmi
- - POSEBNO 0x29 Odpor (7)

26. september 2006

Tigh in Tyrol razpravljata o Jammerjevem pridržanju s strani Cylonov. Tigh se boji, da bo Jammer izdal člane Odpora.

Spletne epizode in kratki filmi
- - POSEBNO 0x30 Odpor (8)

28. september 2006

Doral ponudi "pomoč" Jammerju pri preprečevanju prihodnjih pokolov.

Spletne epizode in kratki filmi
- - POSEBNO 0x31 Odpor (9)

2. oktober 2006

Tyrol pozdravi Jammerja, ko je izpuščen iz pripornega centra. Duck se vrne v svoj šotor, da bi žaloval za smrtjo svoje žene.

Spletne epizode in kratki filmi
- - POSEBNO 0x32 Odpor (10)

5.oktober 2006

Duck sprejme nevarno odločitev glede Cylonov. Zdi se, da je Jammer sprejel drugačno odločitev.
- Sezona 3

Povzetki sezone
- - POSEBNO 0x3 Zgodba do zdaj

13. avgust 2006 SYFY

Battlestar Galactica: Zgodba do zdaj je poseben program, ki se je predvajal na kanalu Sci Fi in povzema prvi 2 sezoni prenovljene serije. Posebni program je bil namenjen privabljanju novih gledalcev in ne ponuja nove vsebine za pogoste gledalce serije. Pripoveduje ga igralka Mary McDonnell (ki pripoveduje v vlogi Laure Roslin), Zgodba do zdaj je zanemarila več podpornih in pomembnih zgodbenih lokov ter razvoj likov zaradi omejenega 43-minutnega časa predvajanja programa.
- - S03E01 Okupacija

6. oktober 2006 SYFY

Tigh, Tyrol in Anders vodijo Odpor na Novi Caprici v vse bolj smrtonosne napade proti Cylonom. Kara se znajde ujeta v novem življenju z Leobenom Conoyem, Duck pa sprejme usodno odločitev. Medtem na Galactici se Adama spopada z vprašanjem, ali naj se vrne na Novo Caprico in izvede poskus reševanja.
- - S03E02 Prepad

6. oktober 2006 SYFY

Adama načrtuje vrnitev na Novo Caprico in odložitev presenetljive osebe, ki bo delovala kot povezava med Galactico in Odporom. Tighovo vztrajanje pri uporabi samomorilskih napadalcev in vedno večjem nasilju osupne celo kolege voditelje Odpora. Sčasoma samomorilski napadi povzročijo, da Cylonovi okupatorji zatirajo svoje človeške podložnike.
- - S03E03 Eksodus (1)

13. oktober 2006 SYFY

Sharon pomaga Odporu na Novi Caprici, medtem ko Adama vodi Galactico v nevarno reševalno operacijo. Tyrol hiti rešiti Cally pred eksekutorsko ekipo. Medtem Anders odkrije izdajo med ljudmi. D'Anna Biers/Številka tri sreča Oracla Selloija, potem ko je imela čudne sanje o templju.
- - S03E04 Eksodus (2)

20. oktober 2006 SYFY

Tigh se mora odločiti o usodi svoje žene Ellen po pomoči, ki jo je nudila Cylonom. Lee se spopada s svojo nalogo zaščititi civilno floto na poti proti Zemlji, medtem ko se Adama vrne na Novo Caprico samo z Galactico. Odpor koordinira napad na Cylone ravno ob prihodu Galactice. Ko Cyloni začnejo izgubljati nadzor, Številka tri (D'Anna Biers) priseže, da bo dokončno končala eksperiment na Novi Caprici.
- - S03E05 Kolaboranti

27. oktober 2006 SYFY

Tyrol sodeluje v Krogu, tajnem sodišču na Galactici, ki sodi in obsoja v odsotnosti tiste, ki so obtoženi sodelovanja s Cyloni med okupacijo. Smrtne obsodbe – izrečene brez vednosti Roslin ali Adame – začnejo obremenjevati Tyrolovo vest. Baltar se sooča s podobno poroto med Cyloni, ki se morajo odločiti, ali mu je dovoljeno ostati z njimi.
- - S03E06 Raztrgan (1)

3. november 2006, 2006 SYFY

Dolgotrajni občutki besa vodijo Saula Tigha in Karo Thrace do povzročanja težav na krovu Galactice med preživelimi iz Nove Caprice in tistimi, ki so med okupacijo ostali s floto. Baltar pomaga Cyloncem v poskusu, da bi ostal živ, in odkrije podrobnosti o Cylonovi civilizaciji. Cylonova bazna ladja postane žrtev skrivnostne bolezni.
- - S03E07 Ukrep odrešenja (2)

10. november 2006 SYFY

Apollo oblikuje načrt, ki ogroža sam obstoj Cylonove kulture. Adama in Roslin se morata odločiti, ali bosta izvedla načrt uporabe biološkega orožja proti Cyloncem. D'Anna Biers (Številka tri) verjame, da Baltar ve, kdo je ustvaril virus, ki je okužil in onesposobil Cylonovo bazno ladjo. Pripravljena je sprejeti skrajne ukrepe, da bi izvedela resnico.
- - S03E08 Junak

17. november 2006 SYFY

Figura iz Adamove preteklosti se vrne, da bi ga preganjala. Njena vrnitev sproži vprašanja o tem, zakaj so Cylonci sprožili svoj začetni napad na Dvanajst kolonij.
- - S03E09 Nedokončani posel

1. december 2006 SYFY

Adama organizira boksarski turnir na Galactici, da bi pomagal posadki sprostiti se. Tekmovalno vzdušje sproži brutalen dvoboj med Karo in Leejem. Spomini iz Nove Caprice razkrijejo izvor in naravo njunega spora.
- - S03E10 Prehod

8. december 2006 SYFY

Kolonialna flota se sooča z lakoto,ko so stroji za predelavo hrane kontaminirani. Kat igra ključno vlogo pri uspehu ali neuspehu "Prehoda" skozi vesolje.
- - S03E11 Jupitrovo oko (1)

15. december 2006 SYFY

Tyrol odkrije Tempelj petih na planetu alg. Tempelj morda hrani Jupitrovo oko, za katerega se verjame, da kaže pot na Zemljo. Cylonci se močno zanimajo za odkritje. Athena izve, da je njen otrok, Hera, morda še živ. Lee se zanaša na Andersa, da bi pomagal zgraditi civilno podporo za zaščito Očesa. Njegov odnos s Karo zaplete zadeve.
- - S03E12 Zanos (2)

21. januar 2007 SYFY

D'Anna/Številka tri se spopade z Adamom zaradi Templja petih. Athena prosi Heloja za pomoč pri svojem načrtu reševanja Here. Na planetu alg Apollo ukaže Dee, naj zapusti svoj obrambni položaj, da bi rešila Karo. Anders pomaga Apollu zadržati napad Cylonovih Centurionov. Druga kopija D'Anne najde Tempelj in nadaljuje iskanje identitet Končnih petih. Njen mesijanski kompleks začne skrbeti druge Cylonce.
- - S03E13 Odmor od vseh skrbi

28. januar 2007 SYFY

Zdaj na krovu Galactice se Baltar sooča z obtožbami izdaje. Razmišlja o samomoru s pomočjo Številke šest. Ostajajo vprašanja o njegovi pravi identiteti. Je Cylon ali ni? Apollo pokaže novo pivnico na Galactici, Joe's Bar, Tyrolu. Apollo razmišlja o Kari in se sprašuje, ali je njegov zakon z Dee vreden reševanja.
- - S03E14 Ženska kraljica

11. februar 2007 SYFY

Sagittaronci trdijo, da jih zdravnik diskriminira. Medtem ko Helo preiskuje, postane zaskrbljen, da zdravnik morda celo ubija paciente. Medtem Athena nehote pripelje Hero k zdravniku na zdravljenje.
- - S03E15 Dan v življenju

18. februar 2007 SYFY

Načelnik Tyrol in njegova žena Cally ostaneta ujeta v okvarjeni zračni zapori. Adama se spominja svoje pokojne žene Carolanne, ko praznuje obletnico poroke. Njegov odnos s predsednico Roslin postaja vse bolj prijateljski in oseben.
- - S03E16 Umazane roke

25. februar 2007 SYFY

Med vročim delovnim sporom Tyrol prosi zaprtega Baltarja za nasvet. Seelix se vključi, potem ko je zavrnjena za letalski trening.
- - S03E17 Vrtinec

4. marec 2007 SYFY

Kara še naprej sanja o Leobenu Conoyu in mandali, ki jo je naslikala v svojem starem stanovanju na Caprici. Med patruljo v svojem Viperju naleti na Cylonov težki napadalec.Ko Tyrol ne more preveriti Karine trditve, da je cilonska ladja zadela Viper, postane admirala Adamo in Leeja skrbi njena duševna stabilnost.
- - S03E18 Sin se tudi dviga

11. marec 2007 SYFY

Ko se predstavniki Baltarja soočijo s poskusi atentata, Adama prosi Leeja, naj zaščiti Baltarjevega odvetnika. Po prevzemu naloge želi Lee igrati aktivno vlogo pri Baltarjevi obrambi.
- - S03E19 Razpotja (1)

18. marec 2007 SYFY

Baltarjevo pričanje na sojenju ogroža samo stabilnost flote. Lee pomaga Romu Lampkinu pri Baltarjevi obrambi. Nekateri v floti začnejo čutiti, da je Baltar božanski. Čeprav zavrača takšna prepričanja, Šestica namiguje, da sledilci morda vedo več o njegovi pravi naravi kot Baltar sam.
- - S03E20 Razpotja (2)

25. marec 2007 SYFY

Ko se Baltarjevo sojenje bliža koncu, ključni člani flote odkrijejo, da so morda Končnih Pet Sajlonov. Tigh poskuša razvozlati čudno glasbo, ki jo sliši v glavi, medtem ko se približuje sajlonska flota.
- Sezona 4

Epizodna posebna

POSEBNA 0x4 Britvica (1)

24. november 2007 SYFY

Ta epizoda nas popelje nazaj v čas, ko je Lee Adama poveljeval Pegazu. Spoznamo Kendro Shaw, ki je delovala kot 2. poveljnik na Pegazu. 1 raptor je izginil in sprožena je reševalna misija, da bi ga našli. Vidimo Kendrin prihod na Pegaz tik pred prvim sajlonskim napadom in njen vzpon po činu po napadu. Morala je sprejemati težke odločitve, da bi zagotovila preživetje BSG, po zgledu admiralke Cain.

Epizodna posebna

POSEBNA 0x5 Britvica (2)

24. november 2007 SYFY

Nadaljevanje Britvice, s poudarkom na Kendrinem pogledu. Iskalna in reševalna misija se spremeni, ko posadka odkrije staro sajlonsko ladjo s prvo različico humanoidnih sajlonov na krovu. Zgodba je povedana v povratnih utrinkih, ki nas popeljejo nazaj v dni, ko je Pegaz letel sam, in celo nazaj v prvo sajlonsko vojno.

Povzetki sezone

POSEBNA 0x6 Razkrito

29. marec 2008 SYFY

Pogled nazaj na prve tri sezone znanstvenofantastične vesoljske opere, s komentarji izvršnih producentov Ronalda D. Moora in Davida Eicka.

POSEBNA 0x7 Fenomen

29. marec 2008 SYFY

Battlestar Galactica: Fenomen je praznovanje vpliva serije na pop kulturo, polno zvezdnikov. Seth Green, Brad Paisley, Joel McHale in drugi, poetično razpravljajo o tem, zakaj je Battlestar Galactica ena najboljših prekletih serij na televiziji.

Spletne epizode in kratki filmi

POSEBNA 0x33 Britvica Miniepizoda (1): Dan 4.571

5. oktober 2007 SYFY

William "Husker" Adama se pripravlja na svojo prvo bojno misijo kot pilot Viperja.

Spletne epizode in kratki filmi

POSEBNA 0x34 Britvica Miniepizoda (2): Hangar

12. oktober 2007 SYFY

Trenutek v hangarju Galactice pretrese živce mladega Adame pred njegovim prvim bojnim poletom.

Spletne epizode in kratki filmi

POSEBNA 0x35 Britvica Miniepizoda (3): Operacija Raptor Talon

19. oktober 2007 SYFY

Viperji in Raiderji se spopadejo v brutalnem streljanju nad oddaljenim svetom, ki ga branijo Sajloni.

Spletne epizode in kratki filmi

POSEBNA 0x36 Britvica Miniepizoda (4): Prosti pad

26. oktober 2007 SYFY

Izguba njegovega Viperja je le začetek težav novinca Williama Adame danes.

Spletne epizode in kratki filmi

POSEBNA 0x37 Britvica Miniepizoda (5): Laboratorij

2. november 2007 SYFY

Sestreljeni pilot novinec William Adama odkrije grozljiv tajni sajlonski projekt.

Spletne epizode in kratki filmi

POSEBNA 0x38 Britvica Miniepizoda (6): Preživeli

9. november 2007 SYFY

William "Husker" Adama se trudi osvoboditi človeške ujetnike iz sajlonskega laboratorija.

Spletne epizode in kratki filmi

POSEBNA 0x39 Britvica Miniepizoda (7): Pobeg

16. november 2007 SYFY

Adama je priča vzponu nove sajlonske grožnje in prejme nepričakovane novice z Galactice.
- - S04E01 Tisti, ki verjame vame

4. april 2008 SYFY

Med sajlonskim napadom ima Sam Anders čudno srečanje s sajlonskim Raiderjem. Posadka Galactice gleda na Starbuckovo vrnitev s sumom in dvomom.Gaius Baltar se zateče k skupini žensk, ki verjamejo, da ima moč zdraviti druge.
- - S04E02 Six of One

11. april 2008 SYFY

Ciloni izvedo, da je Končnih pet v kolonialni floti. Nekateri Ciloni želijo, da model Cavil preneha lobotomirati ladje Raider. Starbuck obupano poskuša prepričati druge, da flota v iskanju Zemlje gre v napačno smer.
- - S04E03 The Ties That Bind

18. april 2008 SYFY

Kara Thrace išče svojo pot pri iskanju Zemlje, medtem ko se Ciloni soočajo z grožnjo čutečih Centurionov. Član posadke Galactice izve temno skrivnost o ljubljeni osebi.
- - S04E04 Escape Velocity

25. april 2008 SYFY

Gaius Baltar sproži razpravo o verski svobodi, ko promovira svoje prepričanje v enega Boga.
- - S04E05 The Road Less Traveled

2. maj 2008 SYFY

Specialist Tyrol še naprej tone v obup po nedavni izgubi. Postane radoveden glede pridig Gaiusa Baltarja in privržencev, ki jih je pritegnil. Posadka Demetriusa postane zaskrbljena glede Karine duševne stabilnosti, ko prispe stari sovražnik z mamljivo ponudbo.
- - S04E06 Faith

9. maj 2008 SYFY

Umrla predsednica Roslin in agresivna pilotka Viper Kara Thrace poskušata sprejeti nove pogoje odnosa s Ciloni.
- - S04E07 Guess What's Coming to Dinner

16. maj 2008 SYFY

Predsednica Roslin se sooča z izzivi, ko Kolonialci skupaj s cilonskimi uporniki načrtujejo uničenje centra za vstajenje.
- - S04E08 Sine Qua Non

30.maj 2008 SYFY

Ker predsednica Roslin in cilonska bazna ladja manjkata, je treba izbrati novega predsednika. Galactica se odpravi iskat manjkajočo bazno ladjo in člane posadke Galactice, ki so bili na njej.
- - S04E09 The Hub

6. junij 2008 SYFY

Kolonialni piloti Viper skupaj s svojimi cilonskimi uporniškimi zavezniki načrtujejo napad na center za vstajenje.
- - S04E10 Revelations

13. junij 2008 SYFY

D'Anna zadržuje predsednico Roslin in druge Kolonialce kot talce, da bi iz kolonialne flote izvabila Končnih pet. Polkovnik Tigh verjame, da ima rešitev za konec zastoja.

Povzetki sezone
- - POSEBNO 0x9 Catch the Frak Up

8. december 2008 SYFY

13-minutni pripovedovani video posnetek, ki vam daje popolno posodobitev dogajanja v Battlestar Galactici do 10. epizode 4. sezone.

Spletne epizode in kratki filmi
- - POSEBNO 0x10 Face of the Enemy (1)

12. december 2008 SYFY

Medtem ko je na poti po počitek in sprostitev, Gaetin Raptor nepričakovano zavije.

Spletne epizode in kratki filmi
- - POSEBNO 0x11 Face of the Enemy (2)

15. december 2008 SYFY

Medtem ko so obtičali sredi vesolja, Gaeta in drugi potniki spoznajo, da sta čas in zrak omejena.

Spletne epizode in kratki filmi
- - POSEBNO 0x12 Face of the Enemy (3)

17. december 2008 SYFY

Gatea spozna, da eno od Osmih pozna bolj, kot pusti drugim verjeti.

Spletne epizode in kratki filmi
- - POSEBNO 0x13 Face of the Enemy (4)

22. december 2008 SYFY

Po smrti pilotke Osme, potniki začnejo sumiti na nečedno igro.

Spletne epizode in kratki filmi
- - POSEBNO 0x14 Face of the Enemy (5)

24. december 2008 SYFY

Medtem ko poskuša ohraniti zalogo zraka, Gaeta razmišlja o Osmi, ki jo je poznal na Novi Caprici.

Spletne epizode in kratki filmi
- - POSEBNO 0x15 Face of the Enemy (6)

29. december 2008 SYFY

Gaeta se odloči, da bo sledil Osminemu načrtu, kako priti domov.

Spletne epizode in kratki filmi
- - POSEBNO 0x16 Face of the Enemy (7)

31. december 2008 SYFY

Medtem ko Hoshi in Racetrack iščeta manjkajoči Raptor, Gaeta spozna, da morda ni tako varen, kot je mislil.

Spletne epizode in kratki filmi
- - POSEBNO 0x17 Face of the Enemy (8)

5. januar 2009 SYFY

Ko so skoraj vsi potniki mrtvi, Gaeta spozna, da te včasih zaslepi upanje v druge.

Spletne epizode in kratki filmi
- - POSEBNO 0x18 Face of the Enemy (9)

7. januar 2009 SYFY

S pomočjo Osme,"Gaeta se sooči z nekaterimi težkimi spoznanji o sebi.

Spletne epizode in kratki filmi
- - POSEBNO 0x19 Obraz sovražnika (10)

12. januar 2009 SYFY

Ker ni upanja na rešitev, se mora Gaeta dokončno odločiti o svoji prihodnosti.
- - POSEBNO 0x20 10 stvari, ki jih morate vedeti

11. januar 2009 SYFY

Deset stvari, ki jih morate vedeti o Battlestar Galactici, da boste pripravljeni na zadnje epizode.
- - S04E11 Včasih velika zamisel

16. januar 2009 SYFY

Kara se spopada z zloveščo napovedjo cilonskega hibrida, medtem ko Adama in kolonialna flota obupujeta nad svojim šokantnim odkritjem.
- - S04E12 Sledi nemir moji duši

23. januar 2009 SYFY

Tigh in Šestica prvič vidita svojega nerojenega otroka, Tyrol ponudi Adami cilonsko tehnologijo v zameno za pravilno reintegracijo svojih cilonskih tovarišev v floto, poskus državnega udara pa vodi v drago borbo za ohranitev civiliziranosti.
- - S04E13 Prisega

30. januar 2009 SYFY

Zvestobe postanejo jasne, ko Gaeta orkestrira državni udar proti Adamovemu režimu. Ujetniki in življenja so žrtvovani, ko se mnogi naveličani ljudje trudijo prevzeti Galactico.
- - S04E14 Kri na tehtnici

6. februar 2009 SYFY

Predsednica Roslin se sooči s Tomom Zarekom in poročnikom Gaeto, ko poskušata prevzeti nadzor nad kolonialno floto. Na kocki sta zavezništvo z uporniškimi ciloni in Adamovo življenje.
- - S04E15 Brez izhoda

13. februar 2009 SYFY

Ko si Sam Anders opomore od poškodbe glave na krovu Galactice, se začne spominjati dogodkov iz starodavne Zemlje. Končni Cilon se spopada s posledicami nekdanjih načrtov Končne peterice.Eden od humanoidnih Cilonov se zaobljubi, da se bo maščeval za to, da je bil ustvarjen po podobi Človeka. Tyrol obvesti admirala Adamo o obsežnih strukturnih poškodbah na Galactici.
- - S04E16 Zastoj

20. februar 2009 SYFY

Ellen pobegne Cavilu, le da se sooči z usodno izbiro glede 13. plemena in Končne peterice Cilonov.
- - S04E17 Nekdo, ki me bo pazil

27. februar 2009 SYFY

Kara se počuti izgubljeno, medtem ko se trudi spopasti s Samovo nadaljnjo komo, medtem ko se Boomer sooča z obtožbami izdaje s strani Cilonov na krovu bazne ladje, ki jo krivijo, da je med državljansko vojno glasovala proti svojemu modelu, kar je povzročilo smrt tisočev Cilonov.
- - S04E18 Otok v toku zvezd

6. marec 2009 SYFY

Uporniški Cilone in kolonialni ljudje se odzovejo na Herino ugrabitev, medtem ko se fizično stanje Galactice še naprej slabša.
- - S04E19 Zora (1)

13. marec 2009 SYFY

Ko je Galactica na robu razpada, admiral Adama pripravi ladjo na tisto, kar bi lahko bila njena zadnja misija, saj Baltarjeva Šestica opozarja, da se bliža zadnje poglavje človeštva.
- - POSEBNO 0x21 Zadnji Frakkin Special

16. marec 2009 SYFY

Preden se predvaja zadnja epizoda, igralci in ekipa govorijo o seriji; njenem nastanku, izbiri igralcev, glasbi, kako se je razvijala, izzivih, ki so jih morali premagati, zapuščini, ki jo bo pustila za seboj, in spominih, ki jih bodo vsi odnesli s seboj.
- - S04E20 Zora (2)

20. marec 2009 SYFY

Adama in posadka Galactice stavita preživetje človeške rase na svoj načrt reševanja Here iz cilonske kolonije v tem, finalu serije.

Epizodni special
- - POSEBNO 0x22 Battlestar Galactica: Načrt

27. oktober 2009

Zgodba Načrta se začne pred napadom na 12 kolonij in bo prikazala dogodke predvsem z vidika dveh cilonskih agentov, Cavila in Andersa.

Epizodni specialni filmi
- - POSEBNO 0x40 Kri in krom

9. november 2012

Battlestar: Kri in krom se dogaja v 10. letu prve cilonske vojne. Ko bitka med ljudmi in njihovo stvaritvijo, čutečo robotsko raso, divja po 12 kolonialnih svetovih, se v boj vključi drzen novinec pilot viperja. Poročnik William Adama (Pasqualino), komaj v svojih 20-ih in nedavni diplomant Akademije, se znajde dodeljen eni najmočnejših ladij v kolonialni floti... Galactici. Nadarjeni, a vročekrvni tveganec se kmalu znajde na čelu nevarne strogo zaupne misije, ki bo, če bo uspešna, obrnila tok desetletne vojne v korist obupane flote.